# اکرانس
اکرانس (به ایسلندی: Akranes) یک منطقهٔ مسکونی در ایسلند است که در ایسلند واقع شده‌است.

## خصوصیات
اکرانس ۸٫۲ کیلومترمربع مساحت و ۶٬۵۹۲ نفر جمعیت دارد.